# Maragateria

Posição da Maragateria no mapa da província de Leão.

Maragateria (em castelhano Maragatería) é uma região histórico-cultural do norte da Espanha, mais precisamente na província de Leão. Sua capital econômica é a cidade de Astorga.
Seus habitantes são chamados de maragatos e foram responsáveis pela colonização de zonas da Argentina (região de Viedma) e do Uruguai (San José de Mayo). Por estes motivos, os habitantes destas áreas do Cone Sul também são chamados de maragatos.